# Teorías sistémicas

## Los orígenes de las teorías sistemáticas
Las teorías sistemáticas se originan en diversos aportes científicos:
1. La Teoría General de Sistemas que surge en la biología con Ludwig von Bertalanffy, que luego se difunde en la psicología estadounidense de los años 50; su expectativa es la unificación de la ciencia con su concepto de isomorfismo.
2. La Teoría Funcionalismo estructuralista de Talcott Parsons de los años 1950. Esta teoría, conjuntamente con la teoría de los sistemas, define funcionalmente los procesos de cambio en la sociedad y la política.
3. Las teorías Cibernéticas de los años 50 que proveerán de su lenguaje y su lógica a las teorías sistemáticas.
4. La economía clásica, permanente inspiradora del análisis político estadounidense.

## Principales características de la teoría sistemática deEaston
Easton intenta construir una teoría general de la política, que sirviera de armazón conceptual a los estudios empíricos en su disciplina. Para ello intenta analizar el equilibrio de los sistemas en un mundo en constante cambio.
La idea más importante en la teoría de Easton es la de que los sistemas políticos persisten a través del cambio dinámico: "Re-alimentación".
En la vida política como en otros sistemas, dice David Easton (El sistema político, 1953), el Re-alimentación puede ser mostrado como fundamental tanto para la regulación del error; esto es, para mantener el sistema apuntado en una dirección establecida -preservación del Statu quo-, como para una re-dirección intencional, esto es, para apartarse en busca de nuevas metas para conquistar.
A Easton le preocupa combinar el concepto de equilibrio y el de sistema en la ciencia política y definir conceptual-mente a esta última (tomando distancia del derecho) como la asignación autoritativa de valores, resultado de una interacción sistemáticas, marginando conceptos como Estado, institución o ley.
Busca analizar la vida como sistema de conducta, y para hacerlo termina por construir de manera analítica una abstracción: el sistema político. Para ello utiliza como unidad básica del análisis la interacción entre el sistema político y su ambiente social. El concepto de sistema político abarca el conjunto de interacciones que el investigador considera interesante estudiar y no la totalidad de las que se dan en la política. 
Easton dice que hay que ver al sistema político rodeado de otros ambientes y a la vez como un sistema abierto ya que es influido e influye a los otros ambientes. 
El ambiente total puede dividirse en 2 partes: el ambiente ínter-social y el extra-social. El primero se refiere a todos aquellos sistemas que pertenecen a la misma sociedad que el sistema político. Son segmentos funcionales de la sociedad. En cambio la parte extra social está formada por los sistemas que están fuera de la sociedad dada, es decir la sociedad internacional, el supra-sistema.
Aquello que distingue a las interacciones políticas de las demás interacciones sociales es el hecho de estas dirigidas a concretar la asignación autoritativa de valores en la sociedad (autoritativa porque los actores afectados por ella consideran obligatorias esas decisiones). Entonces la asignación autoritativa de valores y la frecuencia con la que son aceptados éstos por la sociedad constituyen las variables esenciales de un sistema político.
Para Easton los tres componentes del esquema analítico del sistema político son: 
1. La comunidad política: es un grupo de personas vinculadas por una división política del trabajo
2. El régimen: es el conjunto de condicionamientos que tienen las interacciones políticas, y está compuesta por:
3. Valores: principios orientadores de la acción, objetivos a alcanzar.
4. Normas: explicitan que procedimientos son aceptables en la transformación y distribución de las demandas.
5. Estructuras de autoridad: modelos formales e informales con los que el poder es organizado y distribuido.
6. La autoridad: la constituyen quienes ocupan roles activos en la política, o sea llevan a cabo la gestión política de un sistema.

## ¿Cómo se produce la interacción política?
El hecho de que algunos sistemas sobrevivan nos dice que necesitan poseer capacidad de respuesta a las perturbaciones para adaptarse a las circunstancias. Son capaces de regular su propia conducta, transformar su estructura interna y hasta llegar a re-modelar sus metas fundamentales.
Al sistema político le llegan entradas (demandas y apoyos), estas demandas que provienen del ambiente social se basan en las necesidades que se originan en la opinión pública, los intereses, etc. convertidas las necesidades en demandas expresas, estas se trasladan del ambiente social al sistema político responsable de la agregación y articulación de esas demandas. Son las funciones que cumple la ¨"caja negra" que actúa como filtro del sistema, a través de mecanismos de reducción y selección de demandas. Los responsables del filtro de las demandas son aquellos que ocupan determinados roles, sean individuos o grupos, los cuales son capaces de orientar los contenidos del proceso político. El apoyo, es indispensable para transformar las demandas en salidas, en decisiones y acciones (o para mantener decisiones ya tomadas).
Easton distingue entre apoyo difuso —que expresa confianza en la legitimidad del régimen y de la autoridad— y apoyo específico, que es el resultado de decisiones tomadas por la autoridad que han dado una respuesta satisfactoria a los entradas previos, dado que existe un permanente flujo de intercambio de entradas y salidas.
Easton toma un concepto de la cibernética Re-alimentación (retro-alimentación) para explicar como un proceso político tiene la posibilidad de controlar y regular los disturbios del sistema. El circuito de retro-alimentación tiene 4 partes:
1. Los estímulos producidos por los salidas de los gobernantes entre los ciudadanos,
2. Las respuestas-reacciones de los mismos,
3. La comunicación a los gobernantes de las informaciones relativas a aquellas respuestas,
4. Las nuevas y distintas decisiones tomadas por los gobernantes como respuesta a la reacción de los ciudadanos.

Podemos emplear el concepto de perturbación para designar las influencias del ambiente total de un sistema que actúan sobre este y lo modifican. No todas las perturbaciones crean necesariamente tensión. Se produce tensión cuando una perturbación sobre una de las variables esenciales del sistema es impulsada más allá de su margen crítico.
En definitiva se trata de una re-orientación de metas tras el intercambio producido entre el ambiente social y el sistema político. Una eficaz "Circularidad" es la que da funcionalidad al cambio político. De no producirse se daría la sobrecarga del sistema político, cuya consecuencia es lo ingobernable.